# فرودگاه منطقه‌ای جاپلین
فرودگاه منطقه‌ای جاپلین (به انگلیسی: Joplin Regional Airport) یک فرودگاه همگانی با کد یاتا JLN است که یک باند فرود آسفالت دارد و طول باند آن ۱۹۸۲ متر است. این فرودگاه در شهر جاپلین، میزوری کشور ایالات متحده آمریکا قرار دارد و در ارتفاع ۲۹۹ متری از سطح دریا واقع شده‌است.